# Goruševnjak
Goruševnjak je naselje u Republici Hrvatskoj, u sastavu Općine Vinica, Varaždinska županija. 

## Stanovništvo
Prema popisu stanovništva iz 2001. godine, naselje je imalo 79 stanovnika te 29 obiteljskih kućanstava. Prema popisu iz 2011. u naselju su obitavala 74 stanovnika.
| broj stanovnika | 62    | 91    | 96    | 129   | 111   | 103   | 97    | 140   | 66    | 132   | 119   | 98    | 73    | 103   | 79    | 74    | 57    |
|                 | 1857. | 1869. | 1880. | 1890. | 1900. | 1910. | 1921. | 1931. | 1948. | 1953. | 1961. | 1971. | 1981. | 1991. | 2001. | 2011. | 2021. |